# Giuseppe Peverelli
Giuseppe Peverelli (Torino, 19 dicembre 1893 – Montevideo, giugno 1969) è stato un politico italiano.

## Biografia
Laureato in ingegneria, fu assistente al Politecnico di Torino ed esercitò la professione di ingegnere. Prese parte da volontario al primo conflitto mondiale e nel dopoguerra aderì al Partito Nazionale Fascista; durante il ventennio fu Presidente della federazione nazionale del marmo dal 1928 al 1934 e membro del consiglio direttivo della Confindustria dal 1934 al 1943.
Il 24 luglio 1943 venne nominato Ministro delle Comunicazioni nel governo Mussolini, ma il successo dell'ordine del giorno Grandi e l'arresto del Duce operato su ordine del re Vittorio Emanuele III fece in modo che il suo incarico ministeriale durasse appena due giorni. 
Successivamente aderì alla Repubblica Sociale Italiana e fu, dal 23 settembre al 5 ottobre 1943, ministro delle Comunicazioni della RSI.
Come ingegnere nel 1934 progettò la Colonia Marina Novarese di Miramare di Rimini in stile  razionalista che venne parzialmente riaperta nel 1948 e chiusa definitivamente nel 1975.
Nel dopoguerra riparò dapprima in Argentina - a Tristán Suárez creò un’industria per la lavorazione di pietre, graniti e punte elicoidali - e poi a Montevideo, dove realizzò un analogo impianto e costruì il Barrio Monte Rosa. Morì nella capitale uruguaiana nel 1969.